# Pesem Evrovizije 1969
Pesem Evrovizije 1969 je bila 14. prireditev za izbor Pesem Evrovizije zapovrstjo. Potekala je v Španiji. Prvič se je zgodilo, da je zmagalo več držav, in sicer so si prvo mesto delile 4 države, ki so vse prejele po 18 glasov. Ker ni bilo pravila, kako ravnati v takem primeru, so bile vse 4 razglašene za zmagovalke. Zaradi tega je prišlo do težave pri podeljevanju medalj, saj jih organizatorji niso imeli dovolj za vse izvajalce in avtorje skladb zmagovalnih držav, zato so jih prejeli le pevci; avtorji skladb so jih prejeli naknadno. Če bi veljalo sicer kasneje sprejeto pravilo, da je zmagovalna država v takem primeru tista, ki prejme od največ držav najvišje število točk, bi bila končna zmagovalka Francija.
Nadrealistični španski umetnik Salvador Dali je sodeloval pri oblikovanju scene in promocijskega gradiva.
Francoska zmaga je bila že četrta in tako je postala prva država s štirimi zmagami. Nizozemska je zmagala tretjič, za Španijo in Združeno kraljestvo pa je bila to druga evrovizijska zmaga. Prvič se je zgodilo, da je katera država zmagala dve leti zapored, in sicer je bila to gostujoča Španija.
Avstrija na izboru ni sodelovala zaradi nestrinjanja s Francovo vlado v Španiji.
|  |

## Rezultati
| Št. nastopa | Država              | Jezik         | Izvajalec          | Pesem                            | Uvrstitev | Glasovi |
| ----------- | ------------------- | ------------- | ------------------ | -------------------------------- | --------- | ------- |
| 1.          | Jugoslavija         | hrvaščina     | Ivan & 4M          | Pozdrav svijetu                  | 13.       | 5       |
| 2.          | Luksemburg          | francoščina   | Romuald            | Catherine                        | 11.       | 7       |
| 3.          | Španija             | španščina     | Salomé             | Vivo cantando                    | 1.        | 18      |
| 4.          | Monako              | francoščina   | Jean Jacques       | Maman, Maman                     | 6.        | 11      |
| 5.          | Irska               | angleščina    | Muriel Day         | The Wages of Love                | 7.        | 10      |
| 6.          | Italija             | italijanščina | Iva Zanicchi       | Due grosse lacrime bianche       | 13.       | 5       |
| 7.          | Združeno kraljestvo | angleščina    | Lulu               | Boom Bang-a-Bang                 | 1.        | 18      |
| 8.          | Nizozemska          | nizozemščina  | Lenny Kuhr         | De troubadour                    | 1.        | 18      |
| 9.          | Švedska             | švedščina     | Tommy Körberg      | Judy, min vän                    | 9.        | 8       |
| 10.         | Belgija             | nizozemščina  | Louis Neefs        | Jennifer Jennings                | 7.        | 10      |
| 11.         | Švica               | nemščina      | Paola Del Medico   | Bonjour, Bonjour                 | 5.        | 13      |
| 12.         | Norveška            | norveščina    | Kirsti Sparboe     | Oj, oj, oj, så glad jeg skal bli | 16.       | 1       |
| 13.         | Nemčija             | nemščina      | Siw Malmkvist      | Primaballerina                   | 9.        | 8       |
| 14          | Francija            | francoščina   | Frida Boccara      | Un jour, un enfant               | 1.        | 18      |
| 15.         | Portugalska         | portugalščina | Simone de Oliveira | Desfolhada portuguesa            | 15.       | 4       |
| 16.         | Finska              | finščina      | Jarkko & Laura     | Kuin silloin ennen               | 12.       | 6       |

## Komentatorji
- Belgija – Paule Herreman
- Irska – Gay Byrne
- Italija – Renato Tagliani
- Nizozemska – Pim Jacobs [2]
- Španija – José Luis Uribarri[3]
- Švedska – Christina Hansegård [4]
- Združeno kraljestvo – David Gell